# Inscripcions rúniques a Santa Sofia
Les inscripcions rúniques de Santa Sofia són almenys dues escrites gravades als trencaaigües de marbre de Santa Sofia (Istanbul), l'origen dels quals podria ser degut a la presència de la guàrdia varega a Constantinoble durant l'edat víking.

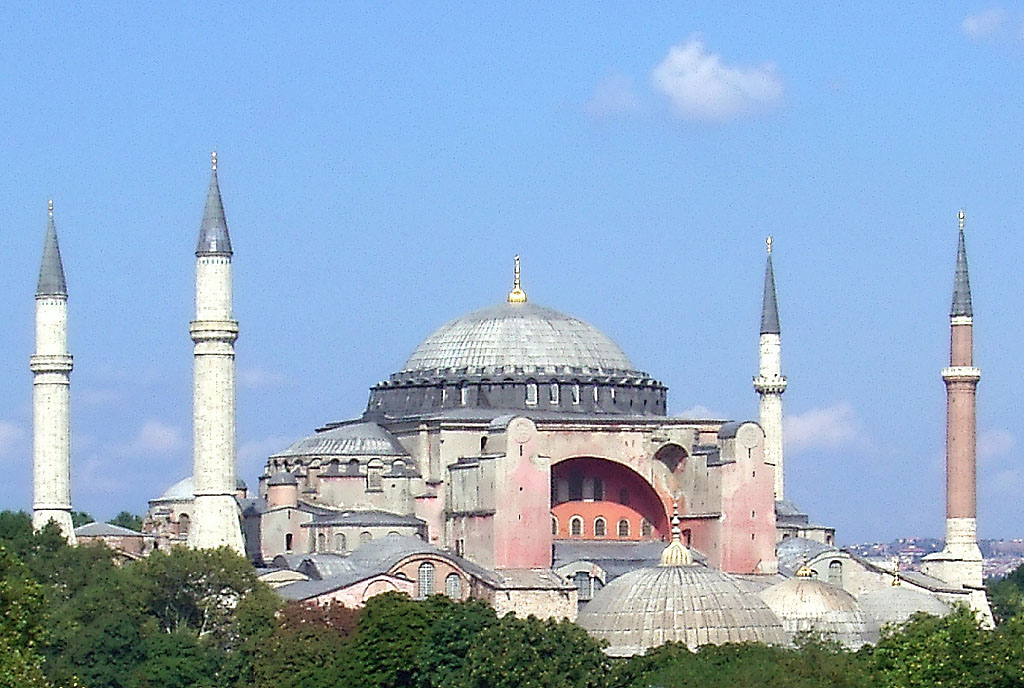
Vista exterior de Hagia Sophia, 2004

## La inscripció Halfdan

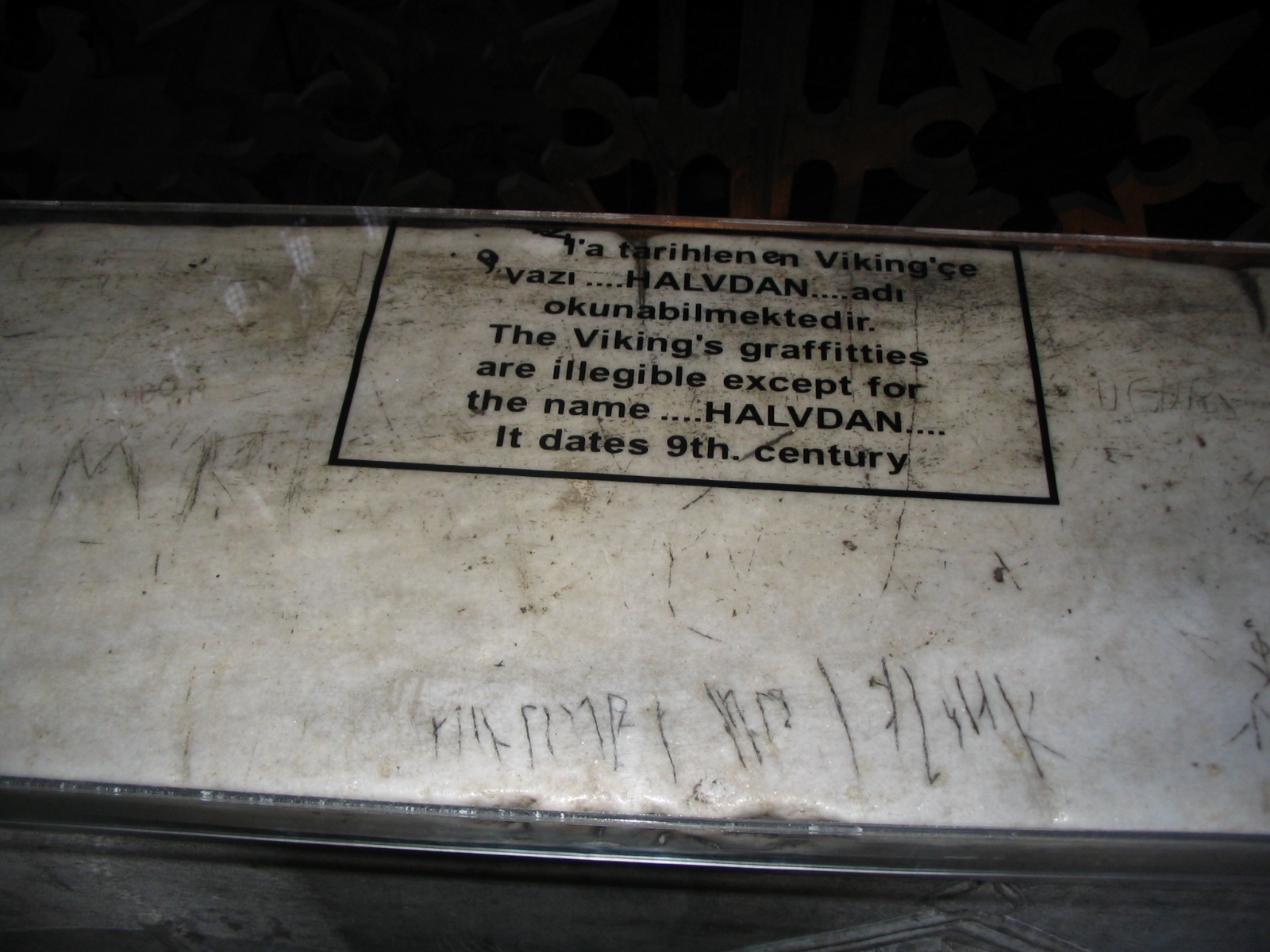
La inscripció

La primera inscripció rúnica fou descoberta el 1964 en un trencaaigües del pis superior de la galeria del sud, i la descoberta va ser publicada per Elisabeth Svärdström en "Runorna i Hagia Sofia", Fornvännen 65 (1970), 247-49. La inscripció està erosionada de tal manera que solament es llig -alftan, el qual és el nom nòrdic de Halfdan. La resta de la inscripció és considerada illegible, però és possible que va seguir la fórmula comuna "NN esculpí estes runes".

## La segona inscripció
Una segona inscripció va ser descoberta per Folke Högberg d'Uppsala el 1975. Va ser descoberta en un nínxol en la part occidental de la mateixa galeria de la primera inscripció. La descoberta va ser informada al Departament de Runes d'Estocolm el 1984, però no va ser publicada. L'arqueòleg Matgs G. Larsson va descobrir les runes de nou el 1988 i va publicar la troballa. Va llegir ari:k i va interpretar-ho com a possiblement "Ári f(eu)" o "Ári f(eu les runes)". A causa de la incertesa en la lectura, la inscripció no va ser registrada en Nytt om runer 4 de 1989.
La lectura de Högberg, diferent de la de Larsson, va rebre el vist-i-plau de Svein Indrelid, professor d'arqueologia a la Universitat de Bergen el 1997. Ambdós consideraven que es tractava del prenom masculí Árni i que era un gravat malintencionat. a diferència de Larsson. Després de l'estudi d'Indrelid, Larsson va defensar la seva pròpia interpretació com la correcta.

## Altres inscripcions
El professor Indrelid va fer còpies de cinc possibles inscripcions rúniques al trencaaigües i va depositar-les a l'Arxiu Noruec Rúnic el 1997. No es descarta que hi hagi inscripcions rúniques encara per descobrir a les parets i altres parts de Santa Sofia.